# Space Shower TV
Space Shower TV (jap. スペースシャワーTV) – japoński kanał muzyczny, który rozpoczął nadawanie 1 grudnia 1989 roku. W celu bycia kanałem stricte muzycznym, oferującym wysokiej jakości treści spełniające standardy fanów muzyki.

## Historia
Kanał został uruchomiony 1 grudnia 1989 roku jako pierwszy i największy kanał muzyczny poświęcony muzyce w Japonii (według podanych przez właściciela informacji).
1 października 2009 roku kanał rozpoczął nadawanie w wysokiej rozdzielczości pod nazwą „Space Shower TV HD”.